# Bartolomeo Stefani
Bartolomeo Stefani es un cocinero italiano conocido por haber escrito en 1662 un libro de cocina titulado L'arte di ben cucinare (El arte de la buena cocina). publicado en Mantua, ciudad en la que trabajaba a cargo de la familia Gonzaga a finales del siglo XVII. En la actualidad se conocen referencias escritas a la cocina boloñesa gracias a los escritos de Bartolomeo. Esto se debe a la inserción de elementos culinarios regionales en la mayoría de sus recetas. El libro que lo dio a conocer, L'arte di ben cucinare, es además una lista de consejos de cómo adornar platos, preparar elementos de repostería, salsas, cremas. Indica además como se han de preparar los banquetes elegantes y suntuosos. La indicación que hace sobre la cocina medieval lo convierte, igualmente, en una referencia sobre el tema.